# بخش مولون
بخش مولون (به فرانسوی: Arrondissement de Melun) یک بخش در فرانسه است که در سن-ا-مرن واقع شده‌است.